# Arthur Duck

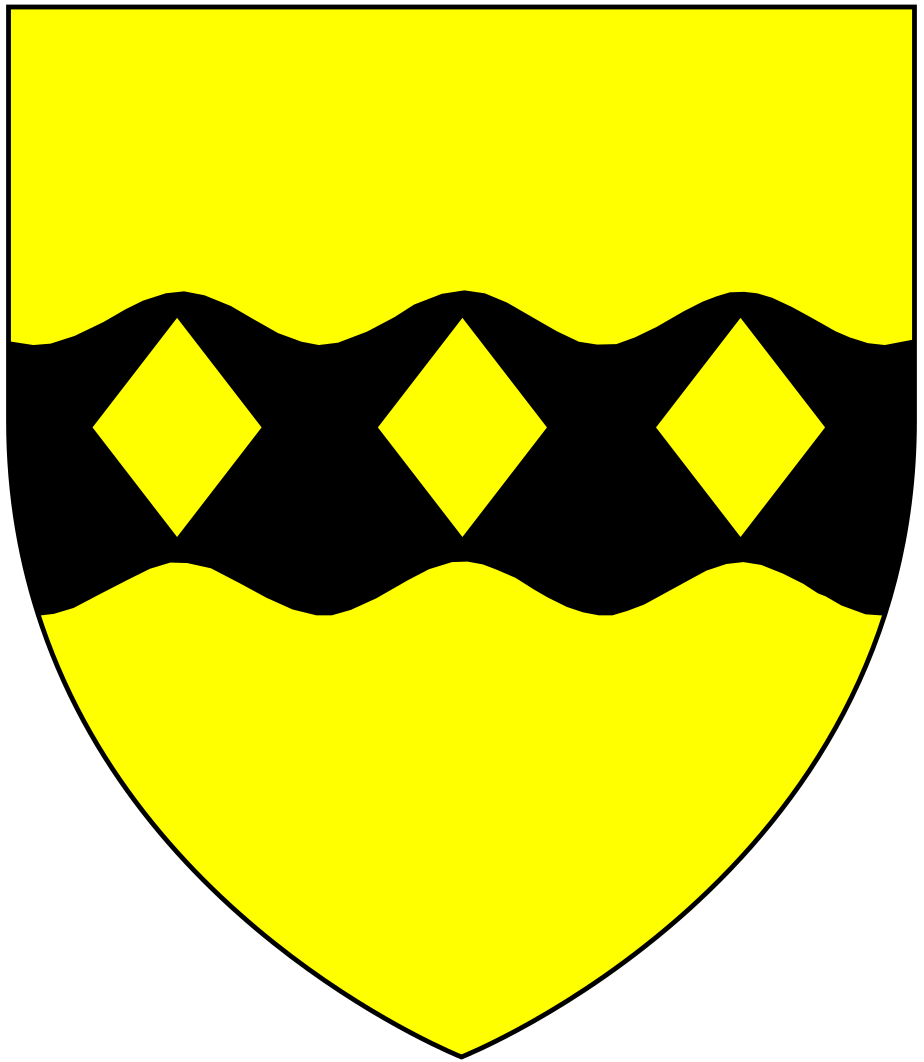
Blason de Duck,.

Arthur Duck (1580 - 16 décembre 1648) est un lawyer anglais, écrivain et député du Parlement du Royaume-Uni.

## Biographie
Arthur Duck naît à Heavitree, près d'Exeter, dans le Devon. C'est le plus jeune fils de Richard Duck et de sa femme Joanna. Son frère aîné, Nicholas Duck (1570-1628), sera également lawyer.
Arthur obtient son B.A. du collège d'Exeter de l'université d'Oxford en 1599, puis son M.A. du Hart Hall, toujours à Oxford, en 1602. Il est élu fellow du All Souls College en 1604. En 1612, il est nommé Doctor of Civil Law (LL.D.). En 1614, il est admis comme Advocate dans la Doctor's Commons (en) (société qui regroupe les lawyers qui exercent à Londres).
Arthur Duck a épousé Margaret Southworth, fille d'un commerçant de Londres et Wells, Henry Southworth. Le couple aura deux filles selon le biographe John Prince (1643–1723) :
- Martha Duck, qui a épousé (1) William Duck, (2) Nicholas Duck (1630–1667) (un cousin éloigné) et (3) Sir Thomas Carew, 1er baronet de Haccombe ;
- Mary Duck, qui a épousé l'homme politique William Harbord, député.

En 1624, Duck est élu député du Parlement du Royaume-Uni en tant que représentant de Minehead dans le Somerset, puis élu dans le Court Parlement de 1640.
Arthur Duck a travaillé quelques années avec William Laud, futur archevêque de Cantorbéry. Il a été nommé chancellor du diocèse de Londres en 1628, à peu près au même moment que Laud a été nommé évêque. En 1633, Duck aurait plaidé pour Laud devant le King and Council à la demande d'un Dean of Arches (juge siégeant au tribunal ecclésiastique de l'archevêque de Cantorbéry). En 1633, Duck est nommé à l' Ecclesiastical Commission (Comité ecclésiastique). Plus tard, en 1635, il sera chancellor du diocèse de Bath et Wells, tout en occupant d'autres postes administratifs et ecclésiastiques.
En 1641, Duck conteste, sans succès, la nomination de Sir William Meyrick au poste de juge à la prerogative court (en) de Canterbury (une cour où le souverain utilise de façon discrétionnaire son pouvoir). En 1643, Duck est nommé Master of Requests à Oxford par le roi Charles Ier d'Angleterre, puis Master in Chancery en 1645 (poste à la Court of Chancery). En 1648, prisonnier du Parlement, Charles demande au Parlement que Duck le conseille pour mettre un terme à la guerre civile. Les historiens ignorent si cette requête a été acceptée.
Arthur Duck a obtenu l'usage du manoir de Chiswick dans le Middlesex, une prébende supervisée par la St Paul's Cathedral de Londres.
Le Dictionary of National Biography écrit que Duck est mort dans le burough de Chelsea à Londres en décembre 1648. Cependant, Foss indique qu'il est Master in Chancery de 1649 à 1650.

## Œuvres
Duck a rédigé ces ouvrages :
- Vita Henrici Chichele archiepiscopi Cantuariensis sub regibus Henrico V et VI, Oxford, 1617. Une biographie de Henry Chichele (archevêque de Cantorbéry et fondateur du All Souls College), l'ouvrage a été réimprimé par William Bates dans Vitæ Selectorum aliquot Virorum, Londres, 1681, et traduit en anglais de façon anonyme (publié à Londres en 1699). Arthur Duck s'est inspiré de la biographie rédigée par Roger de Hoveden[12]
- (avec Gerard Langbaine l'Ancien) De Usu et Authoritate Juris Civilis Romanorum, Londres, 1653. Partiellement traduit en anglais par John Beaver en 1724 sous le titre On the Use and Authority of the Civil Law in the Kingdom of England et ajouté dans un même volume avec la traduction en anglais par Claude Joseph de Ferrière de l'History of the Roman Law, Londres (une étude sur l'accueil du droit romain dans plusieurs pays européens)[13].

Selon un critique, la biographie de Chichele est anti-papale et comporte une critique négative des fondations du droit canonique. L'ouvrage De Usu... discute de la constitution de l'Angleterre au XVIIe siècle (dite ancienne constitution) qui s'oppose à l'autorité royale. C'est une étude sur l'histoire de la loi dans les pays européens.